# 아리 버빈
아리 버빈(Arie Verveen, 1976년 9월 28일 ~ )은 아일랜드의 배우이다.
아일랜드섬에서 태어났다.

## 출연 작품

### 영화
- Caught (1996) - 닉 역
- 씬 레드 라인 (1998) - 찰리 데일 이등병 역
- 자유로의 질주 (1999, Running Free)
- 캐빈 피버 (2002) - 헨리 역
- Briar Patch (2002)
- Red Roses and Petrol (2003)
- 씬 시티 (2005)
- 어크로스 더 홀 (2009)
- 파이어 위드 파이어 (2012) - 대런 역
- 거리의 보안관 (2014)

### 텔레비전
- 사라 실종 사건 (2006, Vanished)
- 썬즈 오브 아나키 (2010-11)